# Бриселски споразум (1948)
Бриселски споразум је споразум који су 17. марта 1948. године у Бриселу потписале Белгија, Француска, Луксембург, Холандија и Уједињено Краљевство, као проширење претходно потписаног Денкершког споразума. Клаузула споразума која се односила на одбрану, касније ће бити основа за успоставање Западноевропске уније на Париској конференцији 1954. године. Споразум је раскинут 31. марта 2010. године.